# Rivières à Moules perlières du bassin de l'Ance du Nord et de l'Arzon
Rivières à Moules perlières du bassin de l'Ance du Nord et de l'Arzon este o arie protejată (sit de importanță comunitară — SCI) din Franța întinsă pe o suprafață de 407 ha, integral pe uscat.

## Localizare
Centrul sitului Rivières à Moules perlières du bassin de l'Ance du Nord et de l'Arzon este situat la coordonatele 45°28′10″N 3°53′01″E / 45.46933°N 3.88354°E.

## Înființare
Situl Rivières à Moules perlières du bassin de l'Ance du Nord et de l'Arzon a fost declarat arie specială de conservare în baza directivei 92/43 din 1992 referitoare la conservarea habitatelor naturale și a faunei și florei sălbatice pentru a proteja 3 specii de animale.

## Biodiversitate
Situată în ecoregiunea continentală, aria protejată conține 4 habitate naturale: Păduri aluvionare cu Alnus glutinosa și Fraxinus excelsior (Alno-Padion, Alnion incanae, Salicion albae), Păduri de fag acidofile atlantice, cu subarboret de Ilex și, uneori, de asemenea, Taxus, la nivelul arbuștilor (Quercion robori-petraeae sau Ilici-Fagenion), Pajiști cu Molinia pe soluri calcaroase, turboase sau argilos-nămoloase (Molinion caeruleae), Liziere de ierburi înalte hidrofile de câmpie și de nivel montan până la alpin.
La baza desemnării sitului se află mai multe specii protejate:
- nevertebrate (1): Margaritifera margaritifera
- pești (2): Cottus duranii, cicar (Lampetra planeri)